# Allée couverte von Loch Korrigan
 Die Allée couverte von Loch Korrigan (auch Dolmen von Loch Korrigan genannt) liegt südwestlich von Melgven (bretonisch Mêlwenn), östlich von Concarneau im Département Finistère in der Bretagne in Frankreich. Die namengebenden Korriganen sind Feen oder zwergenhafte Spukgestalten aus der keltischen Mythologie in der Bretagne.
Der an drei Seiten geschlossene Dolmen ist keine Allée couverte. Er hat eine allseits überstehende runde Deckenplatte und einen niedrigeren Stein vor dem Zugang. Dolmen ist in Frankreich der Oberbegriff für neolithische Megalithanlagen aller Art (siehe: Französische Nomenklatur).
In der Nähe liegt der Dolmen von Cosquer (Melgven).